# Aleurotrachelus rubi
Aleurotrachelus rubi là một loài côn trùng cánh nửa trong họ Aleyrodidae, phân họ Aleyrodinae.
Aleurotrachelus rubi được Takahashi miêu tả khoa học đầu tiên năm 1933.